# Nyomi Banxxx
Nyomi Banxxx, pseudonimo di Amanda Dee (Chicago, 14 ottobre 1972), è un'ex attrice pornografica statunitense.

## Biografia e carriera
Nyomi Banxxx è nata a Chicago dove ha ricevuto un'educazione conservatrice ed ha lavorato come assistente sociale.
Ha lavorato come spogliarellista negli anni 90 per diversi club, nel 1996 ha partecipato al video di How Do U Want It di Tupac Shakur. Ha girato oltre 70 film dal 2006 e nel 2009 ha vinto l'Urban X Awards come miglior performer MILF, mentre nel 2011 quello per migliore scena di sesso anale e come performer dell'anno.
Si è ritirata dall'attività pornografica nel 2014.

## Riconoscimenti
- AVN Awards
  - 2017 – Best Non - Sex Performance per Suicide Squad XXX: An Axel Braun Parody[4]
- Altri riconoscimenti e nomination
  - 2007 AVN Award nominee – Best Oral Sex Scene, Film – Manhunters[5]
  - 2009 Urban X Awards winner – Best MILF Performer[6]
  - 2010 AVN Award nominee – Best Original Song – "Goin' on In" in The Jeffersons: A XXX Parody[7]
  - 2011 XRCO Award nominee – Unsung Siren[8]
  - 2011 XBIZ Award nominee – Acting Performance of the Year, Female – Official Friday Parody[9]
  - 2011 AVN Award nominee – Best Actress – Fatally Obsessed[10]
  - 2011 AVN Award nominee – Unsung Starlet of the Year[10]
  - 2011 AVN Award nominee – Best Oral Sex Scene – Throat Injection 3[10]
  - 2011 Urban X Awards winner – Female Performer of the Year[11]
  - 2011 Urban X Awards winner – Best Anal Sex Scene – Dynamic Booty 5[11]

## Filmografia
- Ebony XXX 3 (2006)
- Horny Black Mothers 2 (2006)
- Hustler's Beaver Hunt 7 (2006)
- Lick Dat Pussy 2 (2006)
- Manhunters (2006)
- Mommy Fucks Best 1 (2006)
- Naughty America and the Chocolate Factory (2006)
- Nightstick Black POV 2 (2006)
- No Man's Land Interracial Edition 9 (2006)
- Screw My Wife Please 53 (She's Amazing) (2006)
- Sista 22 (2006)
- Squirting 201 5: Black Rain (2006)
- Strap-On Silicone Valley (2006)
- Sugarwalls Black Tales 1 (2006)
- Toys In Da Hood (2006)
- White Man's Revenge 2 (2006)
- 3 Blowin Me 1 (2007)
- Babys Mommas 2 (2007)
- Be Here Now (2007)
- Big Black Racks 1 (2007)
- Big Titty MILFs 3 (2007)
- Black Bottom Girls 2 (2007)
- Black Feet on Booty Street 3 (2007)
- Black Girlfriends 1 (2007)
- Booty Tales 3 (2007)
- Booty Talk 75 (2007)
- Bubble Butt Barbecue 1 (2007)
- Chocolate MILF 1 (2007)
- Dark Confessions (2007)
- Deep Throat This 37 (2007)
- Desperate Blackwives 2 (2007)
- Desperate Housewhores 8 (2007)
- Double Dipped Chocolate Honies 4 (2007)
- Educating Nikki (2007)
- Face Time (2007)
- Feeling Black 9 (2007)
- Freak Nasty 5 (2007)
- Girls in White 5 (2007)
- Horny Black Mothers and Daughters 1 (2007)
- Leid in Hawaii Again (2007)
- Lick It Don't Dick It 2 (2007)
- Mama Turned Me Out 1 (2007)
- Meat on the Grill 1 (2007)
- MILF Chocolate (II) (2007)
- MILF Chocolate 1 (II) (2007)
- MILF Hunter 2 (2007)
- Milk Chocolate Divas 3 (2007)
- Momma Knows Best 2 (2007)
- My Baby Got Back 41 (2007)
- Nyomi Banxxx is a Dominatrix (2007)
- Pimp Juice 2 (2007)
- Round and Brown 3 (2007)
- Sexy Bootylicious Moms (2007)
- Sista 24 (2007)
- Slutty and Sluttier 3 (2007)
- Smokin' Hot Hand Jobs 1 (2007)
- Strap it On 9 (2007)
- Superwhores 8 (2007)
- White Chocolate 3 (2007)
- Women Seeking Women 33 (2007)
- Big Breast Bubble Bath Blowjobs (2008)
- Big Wet Black Tits 2 (2008)
- Black Girlfriends 2 (2008)
- Black Mommas (2008)
- Booty Quake 6 (2008)
- Ebony Addiction 2 (2008)
- Ghetto Lollipops 2 (2008)
- Girls in Training 2 (2008)
- MILFs In Action (2008)
- Nina Loves Girls 1 (2008)
- No Man's Land Coffee and Cream 2 (2008)
- North Pole 71 (2008)
- Peter North's POV 20 (2008)
- Race 2 Race (2008)
- SILFs (2008)
- Thrust (2008)
- Up That Black Ass 5 (2008)
- White Guys Black Pies (2008)
- Black Ass Addiction 4 (2009)
- Lesbian Babes N Toyland 2 (2009)
- Lesbian Beauties 4: Interracial - Ebony and Ivory (2009)
- Lesbian Sistas 1 (2009)
- Lex Steele XXX 11 (2009)
- MILF Magnet 4 (2009)
- My Baby Got Back 45 (2009)
- My Baby Got Back 46 (2009)
- Porn's Top Black Models 1 (2009)
- Sweet as Brown Sugar 6 (2009)
- Wet Juicy Asses 5 (2009)
- Alone With The Enemy (2010)
- Anal Starlets (2010)
- As Nasty as She Wants to Be 2 (2010)
- Big Breast Nurses 4 (2010)
- Bitches Who... Force Hubby Bi 10 (2010)
- Black Girl Gloryholes 1 (2010)
- Black Reign 16 (2010)
- Companion (2010)
- Desperate Blackwives 6 (2010)
- Dynamic Booty 5 (2010)
- Face Off: Starr Vs. Banxxx (2010)
- Fatally Obsessed (2010)
- Anal Starlets (2010)
- As Nasty as She Wants to Be 2 (2010)
- Big Breast Nurses 4 (2010)
- Bitches Who... Force Hubby Bi 10 (2010)
- Black Girl Gloryholes 1 (2010)
- Black Reign 16 (2010)
- Companion (2010)
- Desperate Blackwives 6 (2010)
- Dynamic Booty 5 (2010)
- Face Off: Starr Vs. Banxxx (2010)
- Fatally Obsessed (2010)
- Femdom Ass Worship 3 (2010)
- Fine Sistas of Screw My Wife (2010)
- Heavy Metal 8 (2010)
- Housewife 1 on 1 16 (2010)
- Lesbian Legal 8 (2010)
- Lesbian Pussy (2010)
- Mommy Knows Best 5 (2010)
- Monster Mommies 2 (2010)
- My Baby Got Back 47: Anal Idol 2 (2010)
- My Buddy's Hot Mom 7 (2010)
- My Mother's Best Friend 2 (2010)
- Naughty Black Housewives 2 (2010)
- Nyomi Banxxx Is Hardcore (2010)
- Official Friday Parody (2010)
- Official Shaft Parody (2010)
- Official Wife Swap Parody (2010)
- Performers of the Year 2011 (2010)
- Phatty Girls 10 (2010)
- Phuck Girl 7 (2010)
- Rico The Destroyer 2 (2010)
- Speed (2010)
- Throat Injection 3 (2010)
- White Kong Dong 4: Black MILF Edition (2010)
- Who's Your Momma 3 (2010)
- Black Anal Beauties 1 (2011)
- Black Anal Love 1 (2011)
- Black Ass Master 5 (2011)
- Black Booty (2011)
- Black Lesbian Romance (2011)
- Black Mother Fuckers 1 (2011)
- Brown Bunnies 3 (2011)
- Club Elite 1 (2011)
- Cougar on the Prowl 2 (2011)
- Femdom Ass Worship 11 (2011)
- Flex Appeal 1 (2011)
- Hitchhikers 1 (2011)
- Kimberly Kane's Been Blackmaled (2011)
- Lizzy Borden's Attack Of The Ass Munchers (2011)
- Look Dad... I'm a Bi-Sexual Man Bitch! (2011)
- Mama Likes It Big 2 (2011)
- Mommy Knows Best 9 (2011)
- My First Sex Teacher 23 (2011)
- Official Boyz N the Hood Parody (2011)
- Real Estate Sluts (2011)
- Sophia Santi's Black Addicktion (2011)
- Taboo Tramps (2011)
- Thick Black Azz (2011)
- Touch of Seduction (2011)
- Training Day: a XXX Parody (2011)
- Women Seeking Women 72 (2011)
- 25 Sexiest Black Porn Stars Ever (2012)
- All Holes No Poles 16 (2012)
- Allie Haze's Been Blackmaled (2012)
- Bad Black Mothers On White Teens (2012)
- Black Fuck Faces (2012)
- Black Romance: Straight from My Heart (2012)
- Finger Lickin Girlfriends 2 (2012)
- Here Cums The Bride (2012)
- Interracial Lesbian Romance (2012)
- Just Tease 3 (2012)
- Lesbian Beauties 7: All Black Beauties (2012)
- MILF Slam 2 (2012)
- Milk Nymphos 3 (2012)
- My First Sex Teacher 28 (2012)
- Round and Brown 25 (2012)
- This Isn't Precious (2012)
- Worship My Giant Black Ass 4 (2012)
- Adult Insider 6 (2013)
- FemDom Facejobs (2013)
- My Friend's Hot Mom 36 (2013)
- That's A Nice Ass (2013)
- We Vow To Bang Black Beotches 2 (2013)
- Big Tits at School 19 (2014)